# Pedicularis odontochila
Pedicularis odontochila är en snyltrotsväxtart som beskrevs av Friedrich Ludwig Diels. Pedicularis odontochila ingår i släktet spiror, och familjen snyltrotsväxter. Inga underarter finns listade i Catalogue of Life.